# Bernard Lonergan
Bernard Joseph Francis Lonergan (Buckingham, 17 dicembre 1904 – Pickering, 26 novembre 1984) è stato un presbitero e teologo canadese, considerato uno dei più importanti pensatori cattolici del XX secolo.

## Biografia
Bernard Joseph Francis Lonergan nacque il 17 dicembre 1904 a Buckingham, in Canada. Dopo aver frequentato per quattro anni il Loyola College di Montréal, nel 1922 entrò nella provincia del Canada settentrionale della Compagnia di Gesù, e fece la sua professione solenne il 31 luglio 1924, giorno della memoria liturgica di Sant'Ignazio di Loyola. Dopo due ulteriori anni di formazione e studio, nel 1926 fu inviato al Heythrop College di Londra per studiare la filosofia scolastica. Lonergan rispettava la competenza e la preparazione dei suoi professori a Heythrop, ma fu profondamente deluso della loro impostazione legata alla filosofia di Francisco Suárez. Mentre si trovava a Heythrop, Lonergan sostenne esami di matematica e lettere classiche all'Università di Londra. Nel 1930 ritornò in Canada dove insegnò per tre anni al Loyola College di Montreal.
Nel 1933 Lonergan fu inviato a Roma per studiare teologia alla Pontificia Università Gregoriana. Nel 1936 venne ordinato prete. Dopo un ulteriore anno di noviziato (terza probazione) ad Amiens in Francia, Lonergan tornò alla Gregoriana nel 1937 per proseguire gli studi di dottorato in teologia. A causa dello scoppio della seconda guerra mondiale fu costretto a lasciare l'Italia e a fare ritorno in Canada nel maggio 1940, appena due giorni prima della prevista discussione della sua tesi di dottorato. Nello stesso anno iniziò a insegnare teologia al Collegio dell'Immacolata Concezione, la facoltà di teologia dell'università gesuita di Montreal. Riuscì a discutere la sua tesi di dottorato solo il 23 dicembre 1946, quando una commissione speciale di esaminatori si recò a Montreal.
Lonergan insegnò teologia al Regis College di Toronto dal 1947 al 1953, e alla Università Gregoriana dal 1953 al 1964. Alla Gregoriana tenne corsi sulla Trinità e di Cristologia ad anni alterni, componendo opere fondamentali su questi argomenti. Nel 1964, dovette nuovamente ritornare frettolosamente in Nord America, per curare un cancro ai polmoni. Tornò ad insegnare al Regis College dal 1965 al 1975, fu professore di teologia all'Università di Harvard nel 1971-72 e Distinguished Visiting Professor al Boston College dal 1975 al 1983. Morì nell'ospedale gesuita di Pickering in Ontario il 26 novembre 1984.
Nel corso della sua lunga e gloriosa carriera accademica Lonergan ha ricevuto 19 dottorati honoris causa e una serie di altri riconoscimenti, inclusi l'investitura a Compagno dell'Ordine del Canada nel 1971 e la nomina a socio corrispondente della British Academy nel 1975. Fu nominato da papa Paolo VI membro della Commissione Teologica Internazionale nel 1969, anno della sua fondazione.

## Pensiero
Lonergan cercò di fare nel Novecento quello che Tommaso d'Aquino fece nella sua epoca. Come l'aquinate aveva applicato con successo il pensiero aristotelico al servizio di una comprensione cristiana dell'universo, così Lonergan è venuto a patti con il moderno pensiero scientifico, storico ed ermeneutico. Egli ha perseguito questo suo programma nelle sue due opere più importanti L'intelligenza: studio sulla comprensione dell'esperienza (1957) e Il metodo in teologia (1972).
La chiave del pensiero di Lonergan è il concetto di "auto-appropriazione", cioè la personale scoperta e la personale adesione alla dinamica struttura di indagine, conoscenza, giudizio e decisione. Attraverso l'auto-appropriazione si trova nella propria intelligenza, ragionevolezza e responsabilità il fondamento di ogni tipo di ricerca e il modello di base del metodo d'indagine in ogni campo della conoscenza.
Egli è spesso annoverato con Karl Rahner, Emerich Coreth e Joseph Maréchal tra i tomisti trascendentali. Tuttavia, Lonergan non ha mai ritenuto questa definizione adeguata alla sua filosofia.

## Opere principali
- Grace and Freedom (1940)
- Verbum: Word and Idea in Aquinas
- Insight: A Study of Human Understanding (1957)
- Method in theology (1972)

La Provincia d'Italia della Compagnia di Gesù e alcune Università Pontificie hanno promosso presso i tipi di Città Nuova Editrice la pubblicazione integrale delle opere di Lonergan, in italiano. La direzione è stata affidata a Natalino Spaccapelo e Saturnino Muratore (uno tra i massimi studiosi di Lonergan), coadiuvati da un comitato scientifico internazionale. Sono previsti 22 volumi rilegati, dei quali finora sono usciti:
- Comprendere e essere. Le lezioni di Halifax su Insight, edizione italiana a cura di Natalino Spaccapelo e Saturnino Muratore, Città nuova, Roma 1993.
- Sull'educazione. Le lezioni di Cincinnati (1959) sulla Filosofia dell'educazione, edizione italiana a cura di Natalino Spaccapelo e Saturnino Muratore, Città nuova, Roma 1999.
- Il metodo in teologia, edizione italiana a cura di Natalino Spaccapelo e Saturnino Muratore, Città nuova, Roma 2001.
- Conoscenza e interiorità. Il Verbum nel pensiero di s. Tommaso, edizione italiana a cura di Natalino Spaccapelo e Saturnino Muratore, Città nuova, Roma 2004.
- Insight. Uno studio del comprendere umano, edizione italiana a cura di Saturnino Muratore e Natalino Spaccapelo, Città nuova, Roma 2007.
- Il Verbo Incarnato. Trattato di cristologia, edizione italiana a cura di Saturnino Muratore, Natalino Spaccapelo ed Enrico Cattaneo, Città nuova, Roma 2012.